# اسدالله عظیمی
اسدالله عظیمی (شهرستان میانه) ورزشکار معلول در رشته دو و میدانی اهل ایران است.

## افتخارات
وی به عنوان مسن‌ترین ورزشکار کاروان ایران در پارالمپیک ریودوژانیرو حضور یافت و توانست در پرتاب وزنه با رکورد ۸ متر و ۱۴ سانتیمتر پس از ورزشکاران یونان و ایالات متحده آمریکا به مقام سوم و گردن‌آویز برنز دست یابد.